# Othon Friesz
Achille-Émile Othon Friesz (Le Havre, 6 de fevereiro de 1879 - Paris, 10 de janeiro de 1949) foi um pintor francês, identificado com o Fauvismo. Este pintor foi mesmo pertencente ao grupo fauvista, junto a Henri Matisse, Albert Marquet ou mesmo Henri Manguin, desde a sua atribulada fundação.

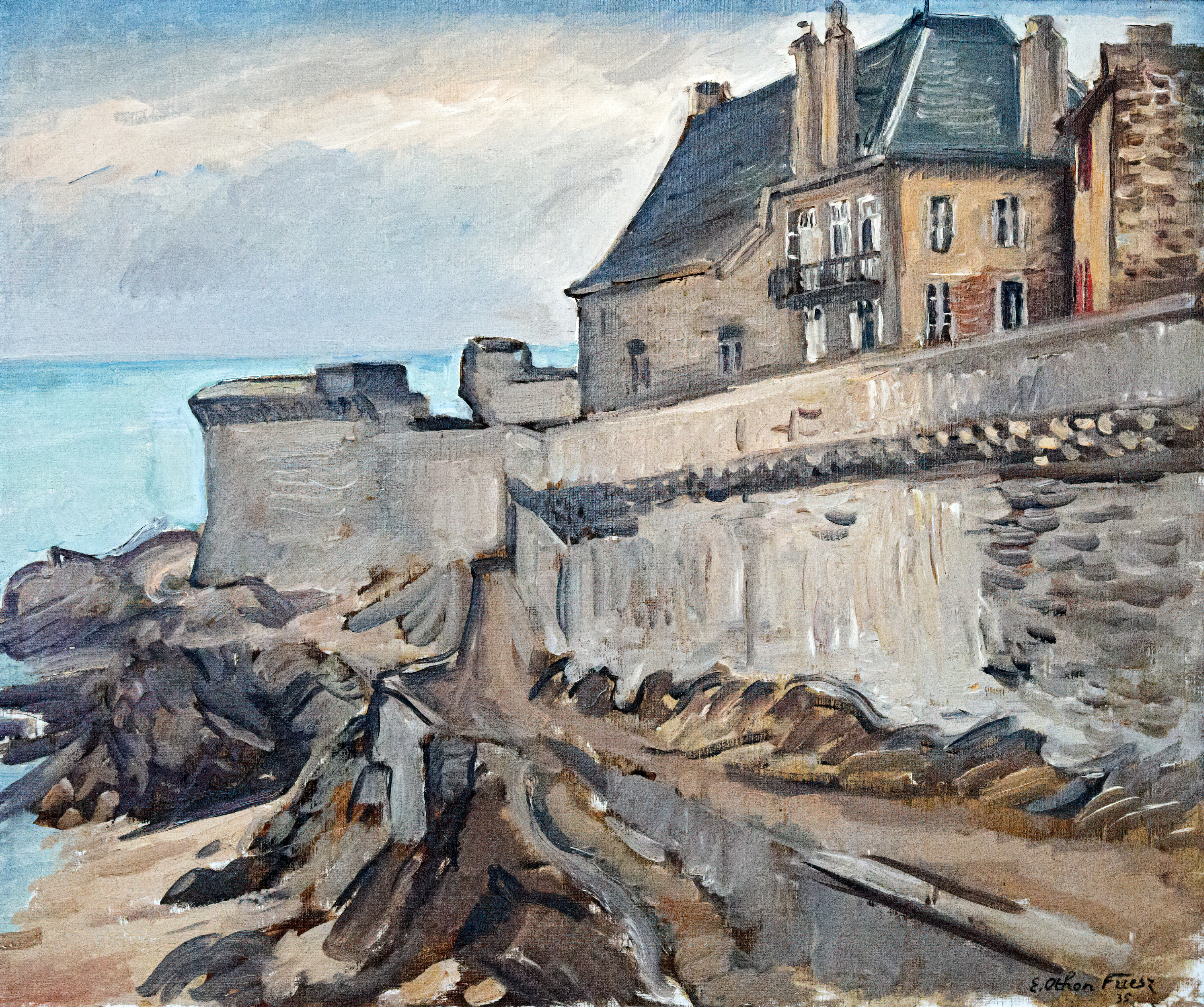
As muralhas de Saint-Malo (1935), Musée Toulouse-Lautrec, Albi

Filho de um capitão, não esperava vir a ser um dos maiores pintores que o século XX conheceu. Todavia, ingressou École des Beaux-Arts de Le Havre, nos arredores da sua cidade natal. Mas logo rumou a Paris, onde conheceu diversos pintores fauvistas e tomou contacto com o movimento que dava que far nas ruas parisienses.
O seu interesse pela pintura ia aumentando e o sonho de um dia ser um grande navegador, desaparecendo, tendo aberto, em 1912, o seu primeiro atelier em terras da Normandia.
De volta à "cidade-luz", em 1919, começa a leccionar Desenho. Conhece também, neste ano, Raoul Dufi, com quem compartiu a decoração do Palais Chaillot, no ano de 1937.
Expôs, junto com os seus colegas, no Salon d'Automme, facto de deu origem ao Movimento Fauvista.
Os seus quadros primam pelo dinamismo das formas e profundidade da composição. É interessante também referir a violência com que Friesz pintava, parecendo, as suas obras, um pouco "cruas", acabadas de nascer, diga-se. Tal pode observar-se, por exemplo, em Paysage provençal, concebida esta em 1914.
Além de pinturas, da sua obra, é igualmente conhecido um número incontável de desenhos ou gravuras, em especial, litografias.